# Pailitas (ort)
Pailitas är en ort i Colombia.   Den ligger i departementet Cesar, i den norra delen av landet, 500 km norr om huvudstaden Bogotá. Pailitas ligger 74 meter över havet och antalet invånare är 10 480.
Terrängen runt Pailitas är kuperad österut, men västerut är den platt. Runt Pailitas är det ganska glesbefolkat, med 42 invånare per kvadratkilometer. Det finns inga andra samhällen i närheten. Omgivningarna runt Pailitas är en mosaik av jordbruksmark och naturlig växtlighet.